# Foxes
Луиза Роуз Аллен (англ. Louisa Rose Allen; род. 29 апреля 1989, Саутгемптон, Великобритания), известная под псевдонимом Foxes — британская певица и автор-исполнитель. Наибольшую известность приобрела в качестве вокалистки в треке диджея Zedd «Clarity», получившем в 2014 году премию «Грэмми» в категории «Лучшая танцевальная запись», и собственной композиции «Let Go for Tonight».

## Биография
Луиза Роуз Аллен родилась в Саутгемптоне 29 апреля 1989 года. На своём сайте певица пояснила свой выбор сценического псевдонима — её мать однажды описала свой «навязчивый и красивый» сон, где по их улице бежали лисы; в итоге девушка выбрала имя «Foxes» (англ. «лисы»). По её мнению, псевдоним отражает музыку, которую она создаёт; её первая песня была названа «Like Foxes Do», также многие из последующих композиций были о животных. В возрасте 18 лет она переехала в Лондон, где поступила в музыкальный колледж, а в 2011 году начала выступать на публике.
Первый успех пришёл к певице после участия в записи композиции диджея Zedd «Clarity». Позднее она выпустила мини-альбом, Warrior. Два трека с её дебютного сингла «Youth» попали в телесериал Сплетница. Следующий сингл «Beauty Queen» вышел 13 мая 2013 года. В том же году Foxes записала вокальную партию с Fall Out Boy для песни «Just One Yesterday».
Позже она подписала контракт с рекорд-лейблом RCA, где в августе 2013 года переиздали сингл «Youth», а 27 октября выпустили его в виде EP с ремиксами. 17 декабря 2013 года певица выпустила бесплатный рождественский сингл «Holding Onto Heaven». Дебютный студийный альбом Foxes Glorious вышел 12 мая 2014 года.
29 мая 2014 года стало известно, что она снимется в британском телесериале «Доктор Кто» в серии «Мумия в «Восточном экспрессе»».
В 2015 году совместно с пионером электронной музыки Джорджо Мородером Foxes записывает песню «Wildstar», вошедшую в сольный альбом Мородера Déjà Vu.
Второй альбом All I Need появился в феврале 2016 года. Предварительно выходило несколько треков, включая Body Talk. Песня попала на 25 строчку чартов Британии. В 2017 на ITV представлен трек Scar в сериале «Грантчестер». После берётся длительный перерыв, который был прерван в январе 2019 года. Тогда певица поделилась информацией о плотной работе над третьим альбомом.
20 мая 2020 года был выпущен сингл «Love Not Loving You», который стал первой песней Foxes за последние четыре года.
Третий студийный альбом, «The Kick», был выпущен 11 февраля 2022 года и включал сингл «Sister Ray», вышедший в сентябре 2021 года.

## Дискография
Студийные альбомы
- Glorious (2014)
- All I Need (2016)
- The Kick (2022)

EP
- Warrior (2012)

### Видеоклипы
| White Coats                                 |      | 2012 |
|                                             |      |      |
| Echo                                        |      | 2012 |
|                                             |      |      |
| Right Here (Rudimental ft. Foxes)           | 2013 |      |
|                                             |      |      |
| Youth                                       | 2013 |      |
|                                             |      |      |
| Just One Yesterday (Fall Out Boy ft. Foxes) | 2013 |      |
|                                             |      |      |
| Clarity (Zedd ft. Foxes)                    | 2013 |      |
|                                             |      |      |
| Let Go for Tonight                          | 2014 |      |
|                                             |      |      |
| Holding onto Heaven                         | 2014 |      |
|                                             |      |      |
| Glorious                                    | 2014 |      |
|                                             |      |      |

## Награды и номинации
| Год  | Премия   | Работа                   | Категория                  | Итог   |
| ---- | -------- | ------------------------ | -------------------------- | ------ |
| 2014 | «Грэмми» | «Clarity» (Zedd & Foxes) | Лучшая танцевальная запись | Победа |